# Stroke Belt

De elf staten die tot de Stroke Belt behoren.

De Stroke Belt ("beroertegordel") is de benaming voor een streek in het zuidoosten van de Verenigde Staten die gekenmerkt wordt door een bovengemiddeld hoog aantal beroertes, hartinfarcten en andere hart- en vaatziekten. Het gebied omvat de elf staten Alabama, Arkansas, Georgia, Indiana, Kentucky, Louisiana, Mississippi, North Carolina, South Carolina, Tennessee en Virginia. Soms worden ook Noord-Florida en Oost-Texas tot de Stroke Belt gerekend. De naam Stroke Belt is gemodelleerd naar andere benamingen voor Amerikaanse regio's met kenmerkende eigenschappen, zoals de Bible Belt of de Manufacturing Belt.
In 1962 stelden de Centers for Disease Control and Prevention (CDC) een hoge concentratie van overlijdens door toedoen van hart- en vaatziekten vast in de kuststaten North Carolina, South Carolina en Georgia. In de volgende decennia werden gelijkaardige data ook geobserveerd in meer westelijk gelegen staten. Wetenschappers zien verschillende mogelijke oorzaken voor het verschijnsel. Zo wordt onder andere gekeken naar de grootschalige consumptie van vettig, gefrituurd voedsel en de (lagere) kwaliteit van de gezondheidszorg in de regio. Die hangen dan weer samen met de lagere socio-economische status van de (grotendeels Afro-Amerikaanse) bevolking in veel van de staten in kwestie, zoals Mississippi en Georgia. Daarnaast werden er in de regio ook andere verschijnselen vastgesteld, zoals hoge concentraties longkanker en diabetes. Er wordt om die reden ook wel eens gesproken van een Diabetes Belt in het zuidoosten van de VS, die een grote geografische overlapping vertoont met de Stroke Belt.
De Amerikaanse overheid heeft sindsdien verschillende initiatieven opgestart om het aantal beroertes en hartinfarcten te doen afnemen. In de jaren 1990 kwam het Stroke Belt Initiative op gang, dat onder andere voorzag in gezondheidscontroles, afvalprogramma's en beter onderwijs met betrekking tot gezonde voeding. In 2004 voorzag het United States Department of Health and Human Services (HHS) met het Stroke Belt Elimination Initiative subsidies voor gelijkaardige preventiemaatregelen in de zeven zwaarst getroffen staten: Alabama, Arkansas, Georgia, Mississippi, North Carolina, South Carolina en Tennessee.